# Zgromadzenie Sióstr Matki Bożej Syjonu
Zgromadzenie Sióstr Matki Bożej Syjonu (fr. Notre-Dame de Sion) – katolickie żeńskie zgromadzenie zakonne założone w 1843 przez Teodora Ratisbonne.

## Historia
Wspólnota powstała w Paryżu w 1843. Jej założyciel – Théodore Ratisbonne – był księdzem katolickim pochodzenia żydowskiego, który w dorosłym życiu nawrócił się na katolicyzm i przyjął chrzest. Przekonany, iż miłość Boga do Narodu wybranego nie wygasła, postanowił zaangażować się w pracę misyjną wśród wyznawców judaizmu, szczególnie w środowiskach kulturowo i religijnie zróżnicowanych. W XIX w. rozumiano, iż wypełnienie obietnic biblijnych związanych ze zjednoczeniem wszystkich ludów w oddawaniu czci Bogu oraz pełnią zbawienia dla dzieci Izraela może dokonać się jedynie poprzez stopniowy wzrost liczby indywidualnych nawróceń na chrześcijaństwo. Ostatecznym impulsem do założenia zgromadzenia było objawienie maryjne, jakie otrzymał brat Teodora Alfons-Maria 20 stycznia 1842 w Rzymie. Za patronkę nowej rodziny zakonnej wybrano Matkę Bożą Syjonu, jako tę która w pełni uobecnia wiarę i nadzieję Narodu wybranego.
W 2002 zgromadzenie zostało uhonorowane przez Europejski Kongres Żydów Menorą pokoju.

## Charyzmat
Doświadczenia związane z zagładą Żydów w czasie II wojny światowej podyktowane polityką III Rzeszy Niemieckiej na terenie Europy oraz kolaborujących rządów, m.in. we Francji, Belgii czy Holandii, które wpłynęły na refleksję Kościoła dotyczącą dialogu międzyreligijnego, co w oczywisty sposób wybrzmiało w nauczaniu Soboru Watykańskiego II, spowodowały otwarcie się zgromadzenia na nowe formy zaangażowania zarówno w społecznościach judaistycznych jak i w łonie Kościoła katolickiego. Głównym celem zgromadzenia pozostaje dialog z judaizmem. Siostry prowadzą otwarte chrześcijańskie ośrodki informacji i dokumentacji dotyczącej judaizmu. Ponadto zgromadzenie prowadzi działalność oświatową i ekumeniczną oraz angażuje się w dialog z islamem. W niektórych krajach zgromadzenie zajmuje się też pracą z ubogimi.
Dewizą sióstr Matki Bożej Syjonu są słowa zaczerpnięte ze starotestamentalnej Księgi Syracha: Na Syjonie mocno stanęłam (łac. In Sion firmata sum). Symbolami zgromadzenia, umieszczonymi na medalikach noszonych przez siostry są: stylizowany krzyż grecki oraz monogram „NDS”, przyjęte na kapitule generalnej w 1981. Autorem projektu symboli był lioński artysta Daniel Barnas.
Obok gałęzi żeńskich – apostolskiej i kontemplacyjnej (od 1926) – istnieje gałąź męska: Bracia Matki Bożej z Syjonu (fr. Religieux Notre Dame de Sion), powstała w Paryżu w 1855.

## Domy zakonne
Dom generalny zgromadzenia znajduje się w Rzymie. Zgromadzenie zorganizowane jest w siedem prowincji, a siostry pracują w dwudziestu trzech krajach (Belgia, Niemcy, Francja, Wielka Brytania, Irlandia, Austria, Polska, Rumunia, Hiszpania, Turcja, Argentyna, Brazylia, Kostaryka, Salwador, Kanada, Nikaragua, Stany Zjednoczone, Egipt, Tunezja, Izrael, Autonomia Palestyńska, Australia, Filipiny). Dom w Krakowie przy ul. Goetla nr 49 istnieje od 10 listopada 2004.